# Парк имени 1 Мая (Нижний Новгород)
Парк имени 1 мая — парк в заречной части Нижнего Новгорода. Расположен в Канавинском районе в пределах улиц Октябрьской Революции и Обухова. Площадь — 13,5 га.
Территория покрыта густыми посадками деревьев, облагорожена оригинальными арт-объектами (порядка 100) и скульптурами. В их числе — памятник святым благоверным Муромским чудотворцам князю Петру и княгине Февронии (скульптор Алексей Щитов), открытый и освящённый 8 июля 2015 года.
В парке имеется много отдельных функциональных территорий: зоны для прогулок и тихого отдыха, для детей и аттракционов, а также спортивных занятий. Также имеются заведения общественного питания, дельфинарий, площадка для тренировки собак и множество развлекательных объектов.

## История

Памятник Петру и Февронии

Памятник Максиму Горькому

Парк был заложен в 1894 году как территория проведения Всероссийской торгово-промышленной и художественной выставки 1896 года. Для организации выставки был выделен пустырь между Главной линией Московско-Николаевской железной дороги и лесом графа Шувалова.
Парк носил в то время имя «Выставочный сад» и занимал территорию площадью 84,1 га. Организацией парка занимались архитекторы А. Н. Померанцев, Л. Н. Бенуа и инженер В. Г. Шухов.
На территории парка располагались газоны, цветники, пять прудов, деревья различных пород. Деревья высаживались уже взрослыми, в 15-40-летнем возрасте. Правящий император Александр III приказал разбить на выставке пруд с лебедями, построить 51 фонтан и сделать 30 различных развлекательных объектов. В парке располагались 125 казённых и 225 частных павильонов, а также рестораны, кафе, молочные, залы для развлечений, пивные, газетные киоски и т. п. После закрытия выставки все павильоны были разобраны и перевезены в уездные города Нижегородской губернии, некоторые из которых сохранились до настоящего времени. Так, например, Царский павильон был перевезён в Кулебаки, где является местной достопримечательностью. После закрытия выставки большая часть парка была застроена. Из всего парка до наших дней сохранился только пруд.
В 1937 году парк был переименован в Городской парк культуры и отдыха имени 1 Мая. В 1939 году в парке разместили детскую железную дорогу.
В годы Великой Отечественной войны парк был почти полностью разрушен. После войны там был сформирован сад. Парк повторно открылся в 1951 году и получил новое имя «Сад имени 1 Мая». В парке были установлены скульптуры Ленина и Горького. В нём работали различные аттракционы, стояли игровые автоматы «морской бой», продавалось мороженое и сладкая вата, был открыт музей пожарной техники и сцена-ракушка, по пруду можно было покататься на лодках.
В 1963 году по итогам смотра Министерства культуры РСФСР «Парк имени 1 мая» был удостоен почётного звания лучшего парка России.
В 80-е и 90-е годы парк был фактически заброшен и зарастал сорными растениями, считался местом сбора неблагонадёжной публики. В 2000-х годах под управлением коммерческого инвестора парк возрождается: высаживаются новые растения, появляются дорожки, организуются развлечения для детей и взрослых.
В 2020 году закончено строительство новой входной группы в парк со стороны ул. Октябрьской революции — ворота в стиле сказок Диснея. Над входом размещены часы, с «неправильной» римской цифрой 4 на циферблате.

## Настоящее время
В парке действует множество развлекательных объектов: круглогодичный дельфинарий, более 20 аттракционов, пункты проката велосипедов, катамаранов, верёвочный городок, каток, контактный зоопарк, детские, спортивные площадки, «Горки-парк», «Дом вверх дном» и другие.